# Belvar
Belvar (mađ. Belvárdgyula, nje. Belward) je selo u južnoj Mađarskoj.
Zauzima površinu od 17,23 km četvorna.

## Zemljopisni položaj
Nalazi se na južnom podnožju Mečeka, na 45° 58' 20" sjeverne zemljopisne širine i 18° 26' 2" istočne zemljopisne dužine, zapadno od Mohača, nekoliko km sjeverno od granice s Republikom Hrvatskom i 4 km sjeverno od Velikog Budmira.
Kaša je 2,5 km jugozapadno, Devčar je 3 km jugozapadno, Peterda je 4,5 km zapadno, Birjan je 3,5 km sjeverozapadno, Olas je 3 km sjeverno-sjeverozapadno, Surdukinj je 2 km sjeverno-sjeveroistočno, Boja je 5 km istočno, a Borjat je 4,5 jugoistočno.

## Upravna organizacija
Upravno pripada Mohačkoj mikroregiji u Baranjskoj županiji. Poštanski broj je 7747.

## Stanovništvo
U Belvaru živi 461 stanovnik (2002.).

## Vanjske poveznice
- (mađ.) Dunántúli Napló – Belvárdgyula[neaktivna poveznica]
- Belvar na fallingrain.com